# Klucz (Bułgaria)
Klucz (bułg. Ключ) – wieś w Bułgarii, w obwodzie Błagojewgrad, w gminie Petricz. Według danych szacunkowych Ujednoliconego Systemu Ewidencji Ludności oraz Usług Administracyjnych dla Ludności, 15 czerwca 2020 roku miejscowość liczyła 810 mieszkańców.

## Historia
Na terenie wsi znajdują się pozostałości prehistorycznych, starożytnych i średniowiecznych osad. Między innymi na terenie obecnej miejscowości zdarzyła się bitwa pod Bełasicą w 1014 roku między Bułgarią a Bizancjum. Klucz została wymieniony w osmańskich rejestrach podatkowych z lat 1570, 1606 i 1664–1665. Według pierwszego rejestru w wiosce mieszkało 2 muzułmanów oraz znajdowało się 163 chrześcijańskich gospodarstw domowych.

## Osoby związane z miejscowością

### Urodzeni
- Spas Delew (1989) – bułgarski piłkarz
- Gergana Iwanowa (1984) – bułgarska pierwsza strażniczka w Gwardii Narodowej
- Aleksandyr Jakimow (1989) – bułgarski piłkarz
- Błagoj Łatinow (1976) – bułgarski piłkarz
- Gerasim Zakow (1984) – bułgarski piłkarz